# Hayley Brock
Hayley Elisabeth Brock (* 3. August 1992) ist eine US-amerikanische Fußballspielerin, die zuletzt in der Saison 2014 bei den Chicago Red Stars in der National Women’s Soccer League unter Vertrag stand.

## Karriere

### Verein
Während ihres Studiums an der Pennsylvania State University und der University of Maryland, College Park spielte Brock zwischen 2010 und 2013 für die dortigen Hochschulmannschaften der Penn State Nittany Lions beziehungsweise Maryland Terrapins. Im Januar 2014 wurde sie beim College-Draft der NWSL in der dritten Runde an Position 22 von der Franchise der Chicago Red Stars unter Vertrag genommen und debütierte dort am 19. April 2014 im Heimspiel gegen die Western New York Flash. Ihren ersten Treffer in der NWSL erzielte Brock am 7. Mai bei einem 1:1-Unentschieden gegen den Sky Blue FC. Vor Saisonbeginn 2015 entschied sie sich, zugunsten ihres Studienabschlusses, für eine Karrierepause.

### Nationalmannschaft
Brock war Teil des Aufgebots der Vereinigten Staaten bei der U-17-Weltmeisterschaft 2008 in Neuseeland und kam dort im Gruppenspiel gegen die Auswahl Paraguays zum Einsatz.